# Districtul Medjana
Medjana este un district din provincia Bordj Bou Arreridj, Algeria.